# Convocações para o Campeonato Africano das Nações de 2021
Esta página apresenta os jogadores convocados para o Campeonato Africano das Nações de 2021, que será disputada entre 9 de janeiro e 6 de fevereiro de 2022 em Camarões.
Para lidar com possíveis casos de COVID-19 no elenco, as 24 seleções participantes tem o direito de convocar 28 jogadores — três dos convocados precisam ser goleiros.

## Grupo A

### Burkina Faso
Treinador:  Kamou Malo
A lista de pré-convocados foi anunciada em 24 de dezembro de 2021.

### Cabo Verde
Treinador:  Bubista
Convocação anunciada em 23 de dezembro de 2021. Em 3 de janeiro de 2022, Delmiro e Elber Évora foram convocados para fechar a lista, e 2 dias depois Djaniny foi desligado da equipe após uma lesão muscular, sendo substituído por Vágner Dias.

### Camarões
Treinador:  Toni Conceição
Uma lista de 40 pré-convocados foi divulgada em 10 de dezembro de 2021. A lista definitiva foi anunciada no dia 22 do mesmo mês.

### Etiópia
Treinador:  Wubetu Abate
Convocação anunciada em 24 de dezembro de 2021.

## Grupo B

### Guiné
Treinador: / Kaba Diawara
Convocação anunciada em 22 de dezembro de 2021. 4 dias depois, Antoine Conte e Florentin Pogba foram cortados por lesão e substituídos por Fodé Camara e Gaoussou Youssouf Siby.

### Malaui
Treinador:  Mario Marinică
43 jogadores foram pré-convocados em 22 de dezembro de 2021. A lista final saiu em 1 de janeiro de 2022.

### Senegal
Treinador:  Aliou Cissé
Convocação anunciada em 25 de dezembro de 2021. Em 5 de janeiro de 2022, Alioune Badara Faty foi convocado, fechando a lista de 28 jogadores.

### Zimbábue
Treinador:  Norman Mapeza
Uma lista de 30 pré-convocados saiu em 21 de dezembro de 2021. A lista definitiva com os 23 jogadores foi divulgada no dia 29 do mesmo mês. Embora fossem inscritos para a competição, Panashe Mutimbanyoka, Bill Antonio e Temptation Chiunga não viajaram para Camarões.

## Grupo C

### Comores
Treinador:  Amir Abdou
Convocação anunciada em 23 de dezembro de 2021. Posteriormente, foram incluídos na lista de jogadores Alexis Souahy e Ibroihim Djoudja, que posteriormente foi substituído por Kassim Ahamada.

### Gabão
Treinador:  Patrice Neveu
Uma pré-lista de 30 jogadores foi anunciada em 18 de dezembro de 2021. Wilfried Ebane e Yrondu Musavu-King foram retirados da lista definitiva antes da estreia, enquanto Pierre-Emerick Aubameyang e Mario Lemina foram cortados em decorrência da COVID-19, embora a imprensa local alegasse que os 2 jogadores foram afastados por indisciplina.

### Gana
Treinador:  Milovan Rajevac
Uma pré-lista de 30 jogadores foi anunciada em 21 de dezembro de 2021. A convocação definitiva saiu em 3 de janeiro de 2022.

### Marrocos
Treinador:  Vahid Halilhodžić
Convocação anunciada em 23 de dezembro de 2021. 5 dias depois, Badr Benoun, Mohamed Chibi e Soufiane Rahimi completaram a lista de 28 jogadores. Em 30 de dezembro, Anas Zniti foi cortado por lesão e para seu lugar foi convocado Ahmed Reda Tagnaouti. Em 10 de janeiro de 2022, Badr Benoun foi desligado pelo mesmo motivo e substituído por Achraf Bencharki.

## Grupo D

### Egito
Treinador:  Carlos Queiroz
40 jogadores foram pré-convocados em 19 de dezembro de 2021. A lista definitiva foi anunciada no dia 29 do mesmo mês, e um dia depois Ibrahim Adel, Marwan Hamdy e Mohamed Hamdy foram incluídos na relação de 28 atletas, mas este último foi desligado do elenco em 7 de janeiro de 2022 por estar lesionado, e para sua vaga foi convocado Marwan Dawoud.

### Guiné-Bissau
Treinador:  Baciro Candé
A lista de 24 jogadores convocados foi divulgada em 30 de dezembro de 2021.

### Nigéria
Treinador:  Augustine Eguavoen (interino)
Convocação anunciada em 25 de dezembro de 2021. 6 dias depois, Emmanuel Dennis, Victor Osimhen, Leon Balogun e Shehu Abdullahi foram cortados e substituídos por Semi Ajayi, Tyronne Ebuehi, Peter Olayinka e Henry Onyekuru. Em 6 de janeiro de 2022, Odion Ighalo saiu do time, reduzindo o elenco a 27 atletas.
José Peseiro, anunciado como novo técnico da Nigéria em 29 de dezembro, atuará como olheiro da seleção, que terá Augustine Eguavoen como interino.

### Sudão
Treinador:  Burhan Tia
34 jogadores foram pré-convocados em 27 de dezembro de 2021. A convocação dos 28 atletas foi divulgada em 5 de janeiro de 2022.

## Grupo E

### Argélia
Treinador:  Djamel Belmadi
Convocação anunciada em 24 de dezembro de 2021.

### Costa do Marfim
Treinador:  Patrice Beaumelle
Convocação anunciada em 23 de dezembro de 2021. Em 31 de dezembro, Sylvain Gbohouo foi suspenso temporariamente pela FIFA após ser pego no exame antidoping com a substância proibida trimetazidina e foi desconvocado. Com a saída de Gbohouo, N'Drin Ulrich Edan herdou a camisa 16.

### Guiné Equatorial
Treinador:  Juan Micha
Convocação anunciada em 27 de dezembro de 2021. Em 4 de janeiro de 2022, Felipe Ovono foi convocado para substituir Aitor Embela, cortado por lesão.

### Serra Leoa
Treinador:  John Keister
Uma lista de 40 jogadores pré-convocados foi anunciada em 21 de dezembro de 2021. A convocação definitiva saiu 10 dias depois. Lesionado, Alhassan Koroma foi cortado em 8 de janeiro de 2022, sendo substituído por Augustus Kargbo.

## Grupo F

### Gâmbia
Treinador:  Tom Saintfiet
40 jogadores foram pré-convocados em 11 de dezembro de 2021. A lista com os convocados foi divulgada 10 dias depois.

### Mali
Treinador:  Mohamed Magassouba
Convocação anunciada em 27 de dezembro de 2021

### Mauritânia
Treinador:  Didier Gomes
A pré-convocação com 30 atletas foi feita em 23 de dezembro de 2021, e a lista definitiva saiu no dia 31 do mesmo mês.

### Tunísia
Treinador:  Mondher Kebaier
Convocação anunciada em 30 de dezembro de 2021. Em 4 de janeiro de 2022, Youssef Msakni e Seifeddine Jaziri testaram positivo para COVID-19, mas a Federação Tunisiana de Futebol impediu a substituição da dupla antes do início da competição, ao contrário de Firas Ben Larbi, que foi cortado por lesão e substituído por Issam Jebali.

## Estatísticas

### Representação do jogador (por idade)

#### Jogadores de linha
- Mais velho:  Marco Soares (37 anos e 215 dias)
- Mais jovem:  Beyatt Lekweiry (16 anos e 281 dias)

#### Goleiros
- Mais velho:  Abdoul Karim Cissé (36 anos e 89 dias)
- Mais jovem:  Ibrahim Sesay (17 anos e 91 dias)

#### Capitães
- Mais velho:  Umaru Bangura (34 anos e 102 dias)
- Mais jovem:  Naby Keïta (26 anos e 341 dias)

### Partidas e gols por seleções
- Nota: Partidas e gols válidos até a estreia das equipes.
- Jogador com mais partidas: Ahmed Musa (103 jogos pela Nigéria desde 2010)
- Jogador com mais gols: Mohamed Salah (45 gols pelo Egito desde 2011)

### Outros
- Clube com mais convocados: Zamalek (9 jogadores)
- País que mais cedeu jogadores por clube: Egito (31 jogadores)
- País estrangeiro que mais cedeu jogadores por clube: França (105 jogadores)
- Confederação com mais jogadores convocados: UEFA (407 jogadores)
- Campeonato nacional com mais jogadores convocados: Campeonato Sudanês (26 jogadores)